# Chálid Šajch Muhammad
Chálid Šajch Muhammad (arabsky خالد شيخ محمد, angl. Transkript Khalid Sheikh Mohammed) (* 1. březen 1964) je vysoce postavený člen Al-Ká'idy, podle závěrů Zprávy vyšetřovací komise o 11. září 2001 je hlavním organizátorem teroristických útoků z 11. září 2001. Od roku 2006 je vězněn na americké Námořní základně Guantanamo na Kubě.

## Mládí
Narodil se v Kuvajtu, jeho rodiče však pocházeli z Pákistánu. Už ve svých šestnácti letech se připojil k islamistické organizaci Muslimské bratrstvo, krátce na to se přestěhoval do Pákistánu. V roce 1983 odešel do USA, kde studoval na Zemědělské a technické univerzitě v Severní Karolíně, studium ukončil v r. 1986 s titulem strojního inženýra. Následující rok odešel spolu se svými třemi bratry do Afghánistánu, kde se připojili k mudžáhidům bojujícím proti sovětské intervenci. Údajně se již zde poprvé setkal s Usámou bin Ládinem, nenavázali však bližší vztahy.

## Teroristické aktivity
Následné roky po návratu z Afghánistánu Mohammed hodně cestoval, krátkodobě žil např. na Filipínách, v Bosně a v Kataru, kde do r. 1996 pracoval jako projektový inženýr pro katarské ministerstvo energetiky. Podle USA se již během tohoto období zabýval sponzorováním a organizováním teroristických aktivit a v lednu 1996 ho newyorský soud obvinil z terorismu za údajnou účast na operaci Bojinka, při níž měly být podniknuty koordinované bombové útoky na 12 amerických dopravních letadel. Na této operaci se údajně podílel i Muhammadův synovec Ramzi Yousef (organizátor bombového útoku ve World Trade Center z r. 1993). Aby se Muhammad vyhnul případnému stíhání ve Spojených státech, v lednu 1996 odešel z Kataru zpět do Pákistánu.
Jeho následné aktivity nejsou zcela objasněny a většina informací z tohoto období pochází ze zprávy americké komise pro vyšetřování útoků z 11. září 2001. Podle ní v polovině r. 1996 Muhammad v Afghánistánu znovu navázal styky s Usámou bin Ládinem a nastínil mu základy teroristického plánu, z něhož se později měly vyvinout útoky 11. září 2001. Muhammad žádal bin Ládina hlavně o pomoc při financování a při hledání dobrovolníků na akci. Podle vyšetřovací komise však k dohodě mezi nimi zpočátku nedošlo, protože bin Ládin měl k jeho plánu několik výtek a navíc požadoval, aby se Muhammad stal plnohodnotným, jemu podřízeným členem Al-Ká'idy, což ten zprvu odmítl. K dalším setkáním mezi nimi došlo znovu až na začátku r. 1999 a postupně vypracovali přesný plán teroristické operace, která vyvrcholí 11. září 2001. Přestože po útocích se vina obecně připisovala hlavně bin Ládinovi, podle všeho byl jen formálním lídrem a sponzorem operace, zatímco Muhammad byl jejím hlavním organizátorem, odpovědným jak za výběr cílů, tak i za přípravu cesty teroristů do USA. Samotný Muhammad později před vojenským tribunálem údajně prohlásil, že je "za operaci z 11. září odpovědný od A do Z".

## Věznění a obvinění
Muhammada zadrželi 1. března 2003 při společné akci americké CIA a pákistánské tajné služby ISI v pákistánském městě Rawalpindi. Následně ho zadržovali ve více tajných věznicích CIA (údajně např. v Jordánsku nebo v Polsku), kde byl vystavován drsným výslechovým metodám, označovaným mnohými organizacemi bojujícími za ochranu lidských práv za mučení. Samotná americká vláda později přiznala, že jen během prvního měsíce zadržení ho 183 krát vystavili tzv. waterboardingu, tedy simulovanému topení.
V září 2006 byl Muhammad převezen do zadržovacího střediska na americké základně Guantánamo, kde před speciálním vojenským tribunálem čelí obviněním ze zorganizování útoků z 11. září 2001. Kromě toho byl obviněn i z organizování a přípravy dalších více než 30 teroristických operací. Jejich seznam byl zveřejněn v březnu 2007 a Muhammad údajně přiznává odpovědnost např. i za útok na WTC z r. 1993, bombové útoky na Bali z r. 2002, z plánování vraždy papeže Jana Pavla II. a Billa Clintona. Avšak vzhledem k tomu, že Muhammad byl vyslýchán pomocí násilných metod, jakož i pro absenci dalších relevantních důkazů, podle mnoha odborníků hlavně některá z těchto obvinění vyvolávají značné pochybnosti. Kritizován je i způsob jeho stíhání před speciální vojenskou komisí, kde mu byl přiřčen status tzv. "nepřátelského bojovníka", což je pojem bez opory v mezinárodním právu. Několik organizací, včetně Amnesty International a Human Rights Watch, vyjádřilo znepokojení nad průběhem procesu. Ten na Guantánamu začal oficiálně 5. června 2008 a Muhammadovi v něm spolu s dalšími čtyřmi spoluobviněnými hrozí trest smrti. 31. července 2024 americké ministerstvo obrany oznámilo že Chálid Šajch Muhammad, Valíd Attaš a Mustafa Ahmad Havsáví uzavřeli dohodu o vině a trestu výměnou za doživotní trest odnětí svobody. 3. srpna 2024 oznámil Lloyd Austin, americký ministr obrany, že odvolal vojenskou prokurátorku Susan Escallierovou a s okamžitou platnosti odstupuje od všech tří uzavřených dohod.